# Unitat per les Illes
Unitat per les Illes és el nom de la candidatura d'orientació nacionalista que es va presentar a les eleccions generals espanyoles del 2008 per la circumscripció de les Illes Balears.

## Formació de la candidatura
La llista electoral, malgrat no es presenta sota cap sigla de partits polítics, fou el resultat d'un pacte signat pel Partit Socialista de Mallorca, el Partit Socialista de Menorca, Unió Mallorquina, Entesa per Mallorca, Esquerra Republicana de Catalunya, Els Verds de Menorca i alguns grups independents. El cap de llista va ser l'històric dirigent nacionalista Pere Sampol.
La formació de la candidatura no fou exempta de polèmica per la participació o no d'EU i Els Verds de Mallorca. La idea per formar una llista d'aquest tipus sorgí de manera separada i amb algunes diferències d'Entesa per Mallorca i el PSM respectivament a les darreries de l'estiu del 2007. El primer moviment va ser el pacte entre Entesa i ERC, sortint aquesta darrera el Bloc per Mallorca. El 30 de desembre aquestes dues formacions pacten juntament amb UM constituir una candidatura nacionalista deixant la porta oberta a la participació del PSM. El primers dies de gener del 2008 el PSM debatia internament si mantenir el pacte amb EU o formar part la llista nacionalista al Congrés de Diputats. Finalment l'executiva, després de fortes pressions mediàtiques, decidí concórrer en una candidatura sense sigles de caràcter nacionalista i amb Pere Sampol com a candidat. La decisió fou ratificada pel Consell de Direcció Política el 10 de gener del 2008.

## Candidatura

### Candidatura d'Unitat Per Les Illes al Congrés dels Diputats
1. Pere Sampol Mas (PSM)
2. Margalida Miquel Perelló (UM)
3. Catalina Torres Roig (Esquerra Eivissa)
4. Maria Josep Morell Vivancos (PSMe)
5. Ignasi Torres i Serra (Independent, Formentera)
6. Glòria Domínguez i Torres (Els Verds Menorca)
7. Miquel Ensenyat Riutort (PSM)
8. Ponç Vaquer Jaume (Entesa per Mallorca)

Suplents
1. Natxo Knörr Borràs (Esquerra Republicana de Marratxí)
2. Bernat Bauçà Garau (UM)
3. Maria Ignàcia Pérez Pastor (Agrupació Deià)
4. Joana Mora Cerdà (PSM)
5. Esperança Mateu i Ramis (Esquerra)
6. Miquel Àngel Muñoz i Ruiz (Esquerra)

### Candidats d'Unitat Per Les Illes al Senat (Mallorca)
1. Helena Inglada Grau (Esquerra)
2. Jaume Sansó Caldentey (Entesa per Mallorca)

Suplents
1. M. Magdalena Tortella Mas (UM)
2. Miquel Oliver Gomila (PSM)

## Resultats
Unitat per les Illes obtingué 25.454 vots (5,37%) en les eleccions al Congrés dels Diputats (151 vots, 4,76%, a Formentera; 676, 1,35%, a Eivissa; 23.390, 6,21%, a Mallorca; i 1.359, 3,30%, a Menorca). En les eleccions al Senat, només es presentà a Mallorca. Els seus dos candidats obtingueren una mitjana de 22.840 vots (4,35%). En cap de les dues eleccions obtingué representació parlamentària. En general, els resultats foren significativament inferiors als obtinguts el 2004 pels partits que integraren la candidatura.